# Dianthus giganteiformis
Dianthus giganteiformis — вид квіткових рослин з родини гвоздикових.

## Проживання
Росте в Європі: Австрія, Угорщина, Словаччина, Україна [Крим], Болгарія, Хорватія, Італія, Румунія.